# Verónica Jaspeado
Verónica Alejandra Jaspeado Martínez (Puebla; 6 de septiembre de 1976) es una actriz, cantante y modelo mexicana.

## Biografía
Jaspeado nació en Puebla, México, el 6 de septiembre de 1976. Perteneció a la banda «Mestizzo». Ganó el premio de «Nuestra Belleza Tlax México 1994» y posteriormente, en Guadalajara, el premio a «la mejor figura Diet Coke».

## Carrera profesional
Ha formado parte de varias telenovelas mexicanas como El derecho de nacer, La otra, Amor mío, Amarte es mi pecado, participó en Un gancho al corazón en el papel de Ximena Sermeño junto a la colombiana Danna García y Sebastián Rulli. En 2004 estuvo en La guerra de los sexos producida por Venevision.
Uno de sus personajes que más ha destacado es el que realizó en la telenovela Un gancho al corazón en donde interpretó el papel de Ximena Sermeño; prima de Mauricio y hermana de Gerónimo; participó en La otra, en El derecho de nacer y en DKDA: Sueños de juventud en donde interpretó a Camila Salvidar y en la telenovela Para volver a amar como Marlene Lagos. En 2012 participó en la teleserie juvenil Miss XV como Márgara Ramona «Magos» Contreras.
En 2014 regresa a las telenovelas como Josefina en Lo que la vida me robó y en 2016 como Sonia en  Vino el amor, en 2017 tiene una participación estelar en el papel de Verónica Valencia de Barrientos en la telenovela de Papá a toda madre.

## Trayectoria

### Telenovelas
- El precio de amarte (2024) - Roseta Saldívar
- La herencia (2022) - Bertha Restrepo
- La desalmada (2021) - Juana Durán[2]
- Papá a toda madre (2017-2018) -  Verónica Valencia de Barrientos
- Vino el amor (2016-2017) - Sonia Ortiz Zamora
- Lo que la vida me robó (2013-2014) - Josefina "Finita, Josefa" Valverde de Mendoza
- Miss XV (2012) - Márgarita Ramona "Magos" Contreras
- Verano de amor (2009) - Greta
- Un gancho al corazón (2008-2009) - Ximena Sermeño
- Amarte es mi pecado (2004) - Mirta Fernández
- La otra (2002) - Apolonia Portugal
- El derecho de nacer (2001) - Teté Puk de la Reguera
- DKDA: Sueños de juventud (1999-2000) - Camila Saldívar

### Series de televisión
- Alma de Ángel (2019) - Gloria
- 40 y 20 (2017) - Rosario
- Mujeres asesinas (2008) - Claudia
- Amor mío (2006-2007) - Vera Esmeralda
- Mujer, casos de la vida real (2001-2002)
- ‘’Reto 4 elementos (2018)

### Cine
- Doblemente embarazada (2019) - Catalina
- Itinerario de una pasión (2015) - Lichita
- El cielo en tu mirada (2012) - Modista
- Todas mías (2011) - Eugenia
- Eros una vez María (2007) - María Playa
- Casting, busco fama (2003) (cortometraje)

### Doblaje
- Cars: Aventuras en el camino (2022) - Cruz Ramírez (doblaje latino)[3]
- Cars 3 (2017) - Cruz Ramírez (doblaje latino)[4]
- Bolt (2008) - Mittens (doblaje latino)

### Programas
- La guerra de los sexos (2004,Venevision) - Competidora

### Teatro
- Tacones rotos (2013) - Laura[5]
- Una pareja con Ángel (2006)[6]
- Anastasia, el musical (1999)

## Premios y nominaciones

### Premios TVyNovelas
| Año  | Categoría               | Telenovela        | Resultado |
| ---- | ----------------------- | ----------------- | --------- |
| 2018 | Mejor actriz coestelar  | Papá a toda madre | Nominada  |
| 2017 | Mejor actriz de reparto | Vino el amor      | Ganadora  |